# Конфокален микроскоп
Конфокален микроскоп е оптичен флуоресцентен микроскоп, притежаващ значително по-голям контраст от обикновения микроскоп. Това се постига с използване на апертура, разположена в равнината на образа и ограничаваща потока на разсеяна светлина от фона.
Тази методика се прилага в научните изследвания по биология, физика на полупроводниците и материалознанието.

## История
През 50-те години биолозите изпитвали нужда от увеличаване на контраста при наблюдаването на образци от дебели срезове тъкани, излизащи от равнината на фокуса, чрез флуоресценция. За да реши този проблем, професор Марвин Мински (Marvin Minsky) от МТИ предложил при флуоресцентните микроскопи да се използва конфокална схема. През 1961 г. Мински получава и патент за схемата.

## Принцип на работа
При конвенционалния флуоресцентен микроскоп целият образец се осветява равномерно от светлинния източник. По този начин се възбужда флуоресценция от всички участъци по оптичната ос, включително и значителна част от участъците, които не са на фокус. При конфокалния микроскоп светлинният източник е точков и освен това се използва апертура, за да се елиминира сигналът, идващ от участъците извън фокуса – името „конфокален“ отразява именно тази конфигурация. Тъй като при него се регистрира само флуоресценция (сигнал) от участъците във фокус или много близо до него, разделителната способност е много по-добра от тази на конвенционалния микроскоп. Но тъй като значителна част от сигнала е блокирана, тази увеличена разделителна способност е за сметка на необходимост от по-дълга експозиция.
Тъй като в даден момент се осветява само една точка от образеца, за да се постигне 2D или 3D образ е необходимо сканиране с някакъв растер (т.е. схема на обхождане – например чрез успоредни линии). Дебелината на фокалната равнина зависи преди всичко от дължината на вълната на светлинния източник, както и от числената апертура на обектива, но също така и от оптичните свойства на образеца. Чрез възможността за наблюдение на различна дълбочина се избягва нуждата от приготвяне на тънки образци с микротом.

## Предимства в биологията
Показателят на пречупване на биологичните образци е близък до този на предметното стъкло и поради това наблюдението им в обикновен микроскоп е затруднено.
Конфокалният микроскоп, притежаващ висок контраст, дава две предимства: той позволява изследването на тъкани на клетъчно ниво в състояние на физиологична активност, а освен това тази клетъчна активност може да бъде оценявана в четири измерения – височина, ширина, дълбочина и време.
.